# 행정법

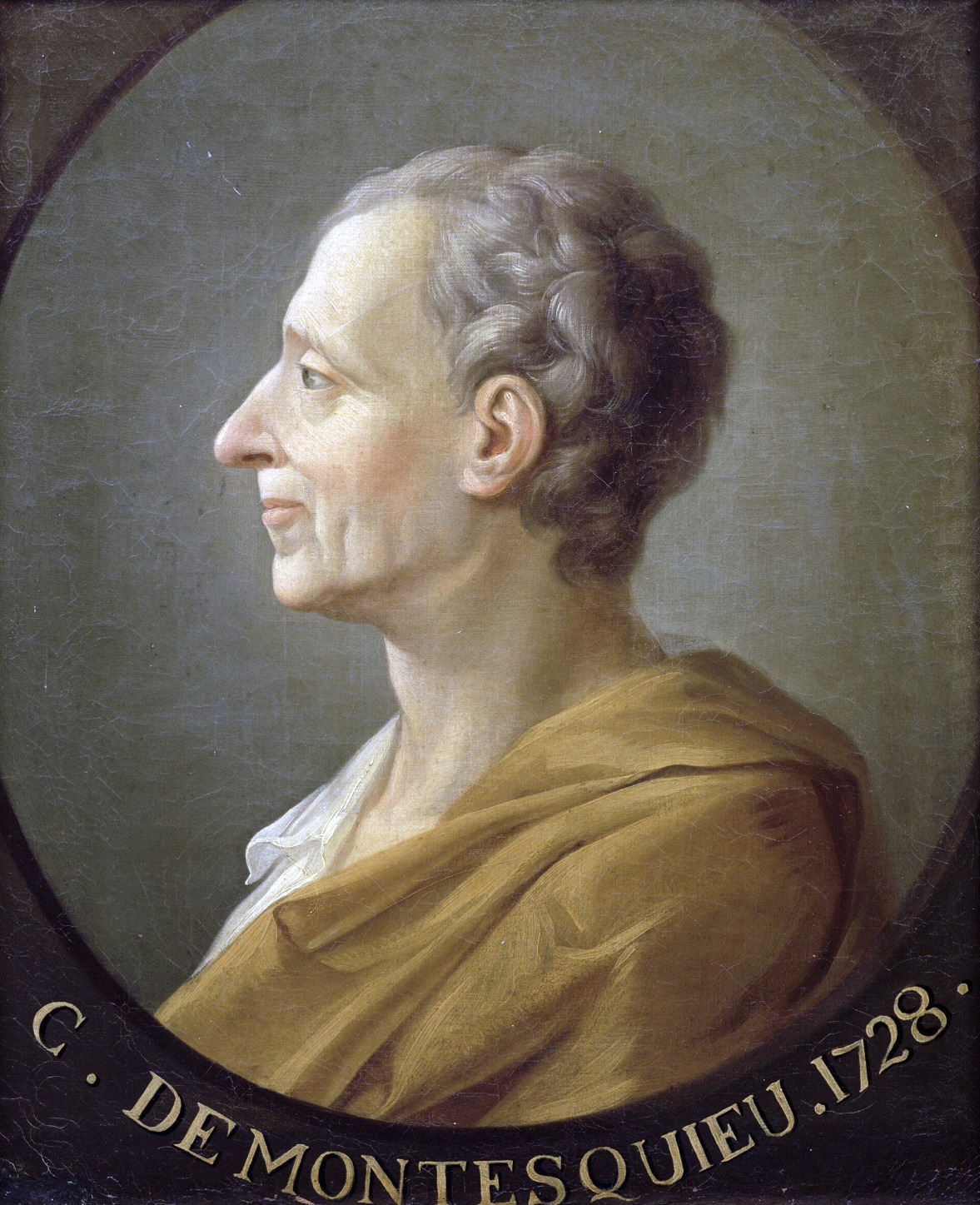

행정법(行政法, 영어: administrative law)은 행정조직과 작용 및 행정구제를 다루는 공법(公法)이다. 즉, 국가·공공 단체등 행정주체의 기관·조직·권한 및 그 상호관계에 관한 법 및 행정주체와 사인과의 공법상 법률관계를 규율하는 법을 총칭해서 행정법 이라고 한다.
행정의 개념에 대해서는 국가작용 중에서 입법과 사법작용을 제외한 영역을 행정으로 보는 견해와 행정을 독자적인 개념으로 파악하는 견해로 나뉜다. 행정법은 행정권을 중심으로 그 조직과 작용 및 구제에 관한 법이다. 이 점에서 입법권을 중심으로 한 입법법, 사법권을 중심으로 한 사법법과 구별된다. 행정에 관한 법의 전부가 아닌 행정에 고유한 법, 즉 공법만이 행정법의 영역이다. 그러므로 행정상 법률관계 중 권력관계와 공적 관리관계를 규율하는 법은 공법이지만 사경제적(私經濟的) 활동관계나 국고행정 활동관계를 규율하는 법은 공법이 아니다.
넓은 의미의 행정에는 국내행정뿐만 아니라 국제행정도 포함하지만 이를 규율하는 국제법은 그 원리와 성질이 일반 국내법과 다르므로 국제법은 행정법에서 제외한다. 다만, 헌법상 체결·공포된 조약과 일반적으로 승인된 국제법규는 국내법과 같은 효력을 가지므로 이 경우에 행정에 관한 범위 내에서 행정법의 일부를 구성한다.
한편 행정법을 연구하는 학문을 행정법학이라고 하고, 헌법 및 행정법을 연구하는 학문을 국법학이라고 이르기도 한다.

## 특징
행정법은 행정에 관한 조직, 작용 및 구제에 관한 여러 가지 개별법으로 구성되어 있으며 공통의 지도원리를 규율하는 행정기본법이 있다. 이 경우에 공통의 지도원리는 법의 명문 규정에 의한 것이 아니고 행정법 질서 전체의 구조에서 도출되는 것이며 이에 관한 견해가 다양하며 일률적으로 정의하기는 곤란하다.

### 형식
행정법은 행정의 공공성을 위해 국민의 권리와 의무를 획일적이고 일방적으로 규율하는 것이 원칙이기에 법규의 내용을 일반인이 쉽게 알 수 있도록 하고 국민의 의무 이행과 그 권리를 보장함과 어울러 법률 생활의 안정을 도모하도록 하기 위해 성문의 원칙을 취하도록 되어 있다.
행정법의 형식은 법률, 행정부가 제정하는 위임, 명령, 지방자치단체의 조례, 규칙, 공고, 고시 등 다른 법률에 비해 매우 다양하다.

## 법원(法源)

##### 행정관습법
행정영역에서 국민(국민의 전부 또는 일부)사이에 관행이 반복되고, 그 관행이 국민 일반의 법적 확신(정의감)을 얻어 법적 규범을 뜻하며 행정관습법 가운데 민중적 관습법의 사례는 공유수면의 이용 및 하천용수 등에서 그 존재를 발견할 수 있는데, 판례는 일정한 시설의 고정설치에 의한 굴 채묘어업은 관행어업권의 대상이 될 수 없다고 본다.

## 일반원칙

### 행정의 자기구속법리
행정의 자기구속의 법리 혹은 행정의 자기구속의 원칙이란 재량행위에 있어서 그 재량의 행사에 관한 일정한 관행이 형성되어 있는 경우 행정청은 동일한 사안에 대하여 이전에 제3자에게 한 처분과 동일한 처분을 상대방에게 하도록 스스로 구속당하는 원칙으로 뜻한다. 이 원칙은 주로 재량행위에서 재량통제법리와 관련되는 것으로 기속행위에서는 원칙적으로 문제되지 않는다.

## 행정상 법률관계

### 행정상 법률관계의 의의와 종류

#### 공법관계와 사법관계의 구별
관리관계(전래적 공법관계)
행정주체가 공권력행사자로서가 아니라 공익사업의 경영주체 또는 공적재산의 관리주체로서 국민과 대등한 지위에서 맺는 비권력적인 법률관계를 말하며, 공물 또는 영조물의 관리 관계(예, 도로 · 하천 · 공원 · 공영주택 · 학교 · 요양원의 관리), 공기업의 경영관계(예, 철도 · 우편 · 수도 · 통신 등의 사업)등이 이에 해당한다. 국가나 지방자치단체에 근무하는 청원경찰의 근무관계도 공법관계이다. 징발권자인 국가와 피징발자와의 관계도 공법관계이다.
행정사법(行政私法)관계
행정주체가 "직접적으로" 공적 임무를 수행하기 위하여 사법(私法)상의 형식으로 활동하는 경우(예, 사법상 계약형식에 의한 전기 · 수도공급, 국가가 공적인 사무를 사법상으로 조직한 회사를 통해 수행하는 경우), 이에는 순수한 사법 및 사법원리가 적용되지 않고 공법적으로 수정된 사법이 적용되는데 이를 행정사법(行政私法)이라 하며, 행정사법에 의한 법률관계를 행정사법관계라 한다. 공무원및사립학교교직원의료보험법 등 관계법령의 규정내용에 비추어 보면, 공무원및사립학교교직원의료보험관리공단 직원의 근무관계는 공법관계가 아니라 사법관계이다.

### 행정법관계의 내용
행정법관계(=공법관계)는 행정주체와 행정객체 간의 권리와 의무(공권과 공의무)를 그 내용으로 한다. 공법행위는 일반적으로 공법관계의 법률행위로서, 공법적 효과를 발생 · 변경 · 소멸시키는 행위를 말한다.

## 행정작용법
국민에 대한 행정적인 활동에 대하여 규정한 행정법이다.

### 행정행위
행정행위(行政行爲)는 광의로는 행정청의 모든 작용을 뜻하지만 일반적으로는 행정 처분의 의미로 행정 주체가 구체적인 사실에 대하여 법을 집행하기 위해 공권력을 발동하는 행위로서 단독적 공법 행위라고 정의된다. 법적합성·예선적 효력·자기집행력·불가쟁력 및 불가변력 등의 특징을 갖는다.

## 행정구제법
행정에 의하여 국민의 권익이 침해되었을때의 보상에 대하여 규정한 행정법이다.

## 행정조직법
국가와 지방자치단체의 조직에 대한 설치,구성,권한 및 다른 행정조직사이의 관계에 대하여 규정한 행정법이다.

## 주요 판례
- 공법(관계)과 사법(관계)의 구별기준
- [법률유보의 원칙]
- 비례의 원칙
- 신뢰보호의 원칙 2004두6822
- [행정의 자기구속의 원칙 http://www.law.go.kr/판례/(2009두7967)]
- [부관의 하자와 부당결부금지원칙 http://www.law.go.kr/판례/(96다49650)]
- [사인의 공법행위 http://www.law.go.kr/판례/(99두9971)]
- [주민등록전입신고 수리의 심사범위 http://www.law.go.kr/판례/(2008두10997)]
- [건축신고 반려의 처분성 http://www.law.go.kr/판례/(2008두167)]
- [착공신고반려의 처분성 여부 http://www.law.go.kr/판례/(2010두7321)]
- [인허가 의제를 수반하는 건축신고 http://www.law.go.kr/판례/(2010두14954)]
- [위임명령의한계 http://www.law.go.kr/판례/(98두6265)]
- [행정입법부위에대한행정소송 http://www.law.go.kr/판례/(91누11261)]
- [재량준칙의사실상 구속력 http://www.law.go.kr/판례/(2008두11099)]
- [재량준칙의사실상그속력(2) http://www.law.go.kr/판례/(2009두19137)]
- [부령형식의제재적처분기준의법적성질과행정의자기구속의법리위반여부 http://www.law.go.kr/판례/(93누5635)]
- [대통령형식의제재적처분기준의법적성질 http://www.law.go.kr/판례/(99두5207)]
- [법령보충규칙의 법적 성질 http://www.law.go.kr/판례/(95누 7727)]
- [운수권배분의여분)]
- [수익적행정행위의철회의제한 http://www.law.go.kr/판례/(2003두10251)]
- [예외적허가및허가의갱신 http://www.law.go.kr/판례/(2003두12837)]
- [행정제재사유의승계 http://www.law.go.kr/판례/(2009두17018)]
- [지위승계신고관련판례)]
- [토지거래허가의법적성질 http://www.law.go.kr/판례/(90다12243)]
- [건축물대장용도변경신청거부행위의처분성 http://www.law.go.kr/판례/(2007두7277)]
- [부관의 부가방식 http://www.law.go.kr/판례/(2005다65500)]
- [사후부관 http://www.law.go.kr/판례/(97누2627)]
- [위법한 부관의 효력과그에대한항고소송 http://www.law.go.kr/판례/(99두509)]
- [기부채납의 흠과 기부채납의 효력 http://www.law.go.kr/판례/(98다53134)]
- [구성요건적효력과 선결문제
- [우헌결정의기속력 http://www.law.go.kr/판례/(2010두10907)]
- [개별공시지가결정과과세처분사이의하자승계 http://www.law.go.kr/판례/(93누8542)]
- [취소(철회)의취소 http://www.law.go.kr/판례/(2007도9220)]
- [확약의처분성여부 http://www.law.go.kr/판례/(94누6529)]
- [도시계획변경결정 http://www.law.go.kr/판례/(2002두5474)]
- [행정계획 변경 청구권 http://www.law.go.kr/판례/(2001두10936)]
- [공법상계약 http://www.law.go.kr/판례/(2006두16328)]
- [거부처분광사전통지 http://www.law.go.kr/판례/(2003두674)]
- [청문서 반환과 청문의예외사유 http://www.law.go.kr/판례/(2000두3337)]
- [이유제시의 정도 http://www.law.go.kr/판례/(84누604)]
- 인 허가 의제제도)]
- [정보공개대상의 판단기준 http://www.law.go.kr/판례/(2001두6425)]
- [부작위의무 위반에 대한 대집행계고의 효력 http://www.law.go.kr/판례/(96누4374)]
- [공매통지의 흠과 공매처분의효력 http://www.law.go.kr/판례/(2007두18154)]
- [행정상즉시강제와 영장제도 http://www.law.go.kr/판례/(2000헌가12)]
- 위법한 행정조사에 근거한 처분의 흠 http://www.law.go.kr/판례/(84누250)]
- [한국토지공사가국가배상법상 공무원인지여부 http://www.law.go.kr/판례/(2007다82950)]
- [국가배상법상 법령위반의 의미 http://www.law.go.kr/판례/(91다4366)]
- 영조문의설치 관리상의 하자로인한 배상책임의 성질 http://www.law.go.kr/판례/(94다32924)]
- 대외적배상책임자 http://www.law.go.kr/판례/(99다11120)]
- [최종적 배상책임자 http://www.law.go.kr/판례/(96다42819)]
- [개발제한구역지정과 손실보상 http://www.law.go.kr/판례/(89헌마214)] 90헌바16 97헌바78
- [간접손실의보상가능성 http://www.law.go.kr/판례/(99다27231)]
- [이주대책에의한 수분양권의법적성질 http://www.law.go.kr/판례/(92다35783)]
- [행정심판청구기간 http://www.law.go.kr/판례/(2007두12514)]
- [건축계획심의신청)]
- [반려의 처분성 여부 http://www.law.go.kr/판례/(2007두1316)]
- [법규상 또는 조리상 신청권불문경고조치의처분성 인정여부 http://www.law.go.kr/판례/(90누5825)]
- [법규상 또는 조리상 신청권 인정여부 http://www.law.go.kr/판례/(2000두7735)]
- [토지매수신청거부의처분성여부 http://www.law.go.kr/판례/(2007두20638)]
- [약가고시의 처분성 여부 http://www.law.go.kr/판례/(2003무23)]
- [불문경고조치의 처분성 http://www.law.go.kr/판례/(2001두3532)]
- [그밖에처분성 여부가 문제된사례들 납골당설치)]
- [신고수리의처분성)]
- [인인소송의 원고적격 http://www.law.go.kr/판례/(2009두6766)]
- [취소소송의대상으로서 재결 http://www.law.go.kr/판례/(99두10292)]
- [취소소송의 대상으로서 재결
- [취소재결의 경우 소의 대상 http://www.law.go.kr/판례/(97누17131)]
- 처분변경명령재결의경우소의 대상과제소기간 http://www.law.go.kr/판례/(2004두9302)]
- [제3자의원고적격(경업자소송) http://www.law.go.kr/판례/(2001두4450)]
- [경원자소송에서의 소의 이익/하자의치유 http://www.law.go.kr/판례/(91누13274)]
- 제3자의원고적격)]
- [인인소송 http://www.law.go.kr/판례/(2006두330)]
- [존재하지 않는행정처분을 대상으로 한 소의 이익 여부 http://www.law.go.kr/판례/(2009두16879)]
- [가중적 제재처분기준의 법적성질과 협의의 소의 이익 http://www.law.go.kr/판례/(2003두1684)]
- [경기학원이사사건 http://www.law.go.kr/판례/(2006두19297)]
- [행정권한의 대리와피고적격 http://www.law.go.kr/판례/(2005부4)]
- [처분적조례의피고적격 제소기간(1)위헌 http://www.law.go.kr/판례/(95누7994)]
- [위법한 시행령에근거한행정처분의효력 http://www.law.go.kr/판례/(2004두619)]
- [제소기간(2) http://www.law.go.kr/판례/(2005두14851)]
- [직권심리 http://www.law.go.kr/판례/(94누5069)]
- [처분사유의 추가.변경/사정판결 http://www.law.go.kr/판례/(98두18565)]
- [기판력 http://www.law.go.kr/판례/(98다10854)]
- [간접강제 http://www.law.go.kr/판례/(2002무22)]
- [무효확인소송의 보충성 여부 http://www.law.go.kr/판례/(2007두6342)]
- [부작위위법확인소송/의무이행소송 http://www.law.go.kr/판례/(94누14081)]
- [부작위위법확인소송 http://www.law.go.kr/판례/(2008두10560)]
- [당사자소송과항고소송의구별 http://www.law.go.kr/판례/(2005두16185)]
- [일반법의한 권한의위임여부/조례의 하자와 그에 근거한 처분의효력 http://www.law.go.kr/판례/(94누4615)]
- [내부위임법리 위반의 효과 http://www.law.go.kr/판례/(94누6475)]
- [국제법규의 국내법상 효력 http://www.law.go.kr/판례/(2004추10)]
- [수의적초과(또는추가)조례와법률우위의원칙의완화 http://www.law.go.kr/판례/(96추244)]
- [침익적초과(또는추가))]
- [조례와법률우위의 원칙 http://www.law.go.kr/판례/(96추251)]
- [지방자치법 제169조의감독청의 취소처분 http://www.law.go.kr/판례/(2005추62)]
- [공무원의비밀준수의무의범위 http://www.law.go.kr/판례/(94누7171)]
- [심재륜사건 http://www.law.go.kr/판례/(2000두7704)]
- [경찰권발동의근거 http://www.law.go.kr/판례/(85도2448)]
- [하천의취득시효 http://www.law.go.kr/판례/(2006다87538)]
- [환매권]
- 환권처분
- [환경영향평가 http://www.law.go.kr/판례/(2005두1436)]

## 같이 보기
- 헌법
- 행정